# 사키타촌
사키타촌(崎田村)은 이시카와현 가호쿠군에 있던 촌이다. 현재의 가나자와시 사이다정, 다다나와정에 해당한다.

## 역사
- 1889년 4월 1일 - 정촌제 시행에 의해 사이다촌, 다다나와촌의 구역을 가지고 사키타촌이 성립하였다.
- 1907년 8월 10일 - 하나조노촌, 사키타촌, 다지카촌이 합병해, 새로운 하나조노촌이 성립하였다.

## 참고문헌
- 角川日本地名大辞典 17 石川県